# Avenir de Bizanos
Actualités
L’Avenir de Bizanos est un club de rugby à XV basé à Bizanos, dans la banlieue de Pau.
Le club est officiellement fondé en 1923 par Adrien Camy-Peyret (1878-1970), médecin souletin de Mauléon qui fut le premier président du club,. La formation de l'Avenir de Bizanos intervient un an avant la dissolution du Béarn Sporting Club, basé sur le territoire de la commune au stade Jean-Brouchin. La déclaration d'association est en date du 9 octobre 1924 . Adrien Camy-Peyret est le père de Pierre et Étienne Camy-Peyret
Les Bizanosiens sont champions de France Honneur en 1969 et champions de France de 3e division en 2003, dix ans après une première finale perdue.
Par ailleurs, le club du président Camy-Peyret est l'un des initiateurs du Rugby à XIII à partir de 1935 en Béarn, endeuillé par le rugby de muerte de l'époque,. Répondant à l'appel lancé par l'international à XIII Roger Lanta, six clubs béarnais se sont réunis à Pau, le 18 août 1935, et, séduits par ce nouveau jeu, ont procédé à la constitution du comité de Béarn: A. Arzacq, l'Avenir lescarien, l'Etoile Sportive de Lembeye, le Stade Nayais et l'Étoile sportive arudyenne.
L'Avenir de Bizanos évolue lors de la saison 2022-2023 en Fédérale 2.

## Histoire

### Fondation

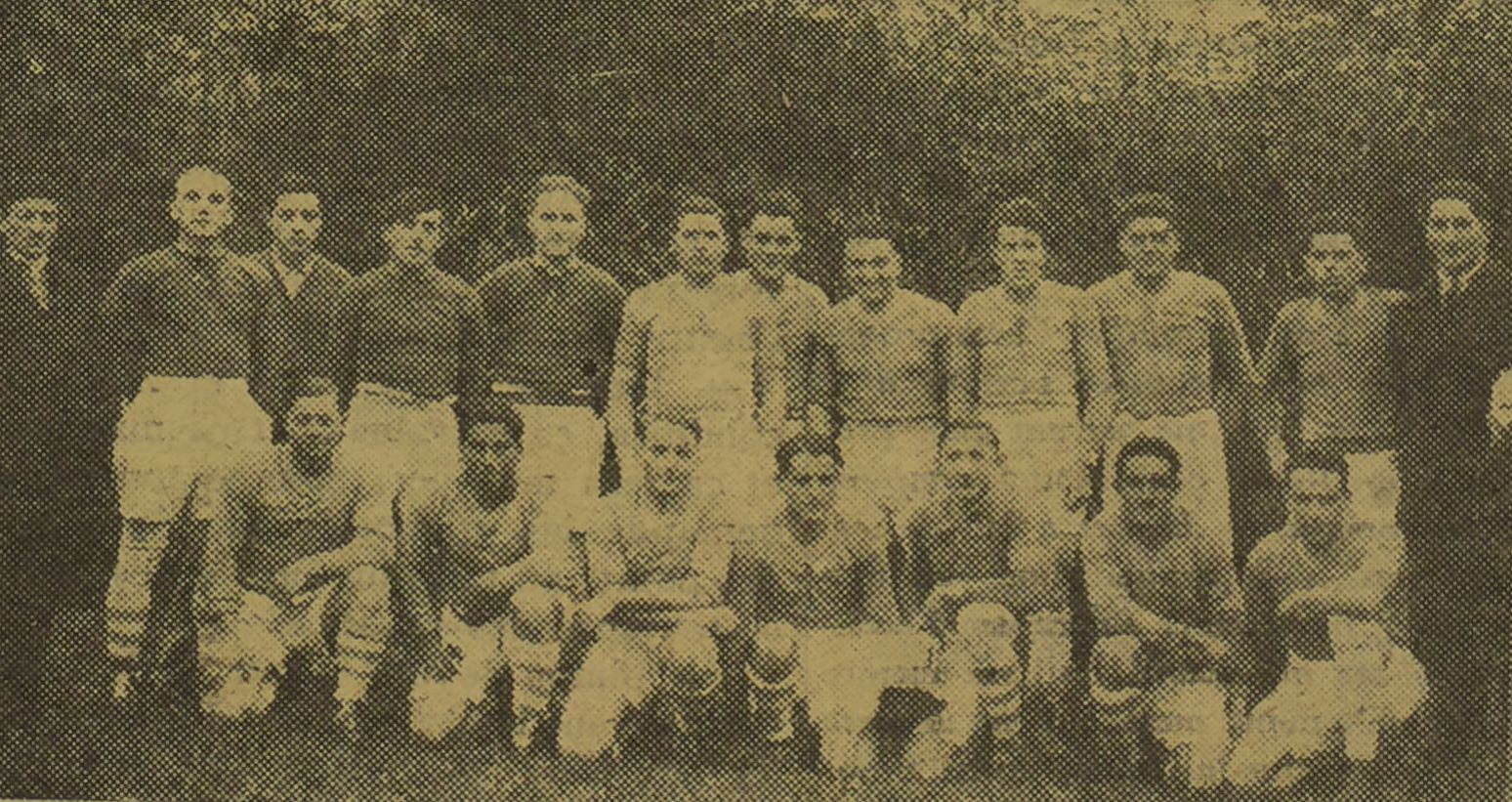
Photo d'équipe de l'Avenir de Bizanos en 1934.

Le club est fondé en 1923 lorsque Adrien Camy-Peyret, jeune instituteur originaire de Soule, arrive en Béarn. À cette époque, il demande le soutien de la préparation militaire pour fournir des fusils et des munitions à de jeunes Bizanosiens désireux de pratiquer le tir sous le préau de l'école primaire en attendant leur enrôlement au service militaire. Ces jeunes étaient ses élèves, et c'est ainsi que naît l'idée novatrice de développer le sport post-scolaire, en particulier le rugby à XV.
Adrien Camy-Peyret étend alors ses activités et crée une section rugby, en plus de celle dédiée au tir à la carabine. Cette initiative suscite l'enthousiasme des jeunes de Bizanos mais également l'inquiétude des parents. Malgré cela, l'enseignant persiste, et le rugby commence à prospérer grâce au soutien du Boucau Stade, qui fournit les premiers équipements, en raison de l'amitiés entre dirigeants.
Les débuts sont modestes, avec des maillots blancs, puis bleu et blanc, et des matchs disputés dans un champ converti en terrain de rugby. Malgré cela, l'Avenir de Bizanos gravit rapidement les échelons du championnat local.
En 1933, le talonneur Tournemouly décède sur le terrain de Castets en finale du championnat de la Côte basque. Tournemouly, ancien gymnaste de l'Association Bourbaki, avait été transporté en urgence à l'hôpital de Pau.
L'année suivante, en 1934, l'Avenir de Bizanos dispute la finale du championnat de Côte basque 2e série, perdue au stade de la Croix du Prince face aux Papillons de Pontacq.

### Passage à XIII
Marqué par le décès de Tournemouly et séduit par le discours de l'ancien demi d'ouverture de la Section paloise, converti au XIII, Roger Lanta, l'Avenir se positionne en 1935 pour l'abandon du rugby à XV et se positionne comme un précurseur du XII en Béarn.
Le club est en effet à l'initiative de la création du comité du Béarn, en compagnie de l' A. Arzacq, l'Avenir lescarien, l'ES Lembeye, le Stade nayais et l'ES Arudy. Cette décision crée une polémique nationale.
Le club intègre donc le championnat de France de rugby à XIII.
Dans un contexte où les clubs de rugby se divisent en « quinzistes » et « treizistes », Bizanos se forge une réputation, notamment en remportant le titre de champion du Béarn en jeu à XIII en 1939. La guerre interrompt cependant cette ascension, avec cinq années de conflit. Pendant cette période, les anciens joueurs reprennent le flambeau pour encadrer les jeunes et maintenir le club actif. Après la guerre, le retour au rugby à quinze est un succès, avec la création des premières équipes de jeunes.

### Libération
Le club revient au XV à la Libération, et atteint la finale nationale de Promotion Honneur en 1954, s'inclinant face à Sigean.
Pierre Tarricq devient entraineur en 1962.

### Premier titre national
C'est finalement en 1969 que le club béarnais décroche son premier titre de gloire en enlevant le bouclier de division d'Honneur, sous le capitanat de Jean Ross. Le club béarnais s'impose en finale face à Châteauneuf-du-Pape sur le score de 6 à 3.
En ce temps-là, Maurice Simon était président et Robert Pucheu était déjà secrétaire.
Le club atteint la finale du championnat de France Honneur, et remporte le titre en 1969. Le jeune Christian Loutaudine est titularisé à l'aile en dernière minute.
La rue du stade est rebaptisée en l'honneur du fondateur du club en 1985.

### Les années 90, ascension en Groupe B
En 1993, le club parvient en finale de Fédérale 3, mais doit s'incliner face à Millas. L'Avenir passe à côté de la victoire, manquant même un essai à la dernière minute. L'Avenir mène deux fois au score durant ce match, dont la dernière fois 17-15 à 18 minutes de la fin.
En 1996, l'Avenir de Bizanos parvient à obtenir une montée en Groupe B 1997-1998, sous la houlette de Joseph Lannes, Jean-Claude Castagnet et Paul Bruel, chargés de la préparation physique. 
C’est le niveau le plus haut auquel le club a évolué. 
En 1997, le Groupe B est divisé en deux championnats distincts, qui prennent le nom de Nationale 1 et de Nationale 2, correspondent aux 3e et 4e échelons du rugby français. L'Avenir est finalement relégué à l'issue de la saison de Nationale 1 1997-1998, mais terminant malgré tout devant les rivaux de l'US Morlaàs au classement.

### Les années 2000
Les Bizanosiens sont champions de France de 3e division fédérale en 2003, dix ans après une première finale perdue.
Le club atteint le championnat de France de 1re division fédérale lors de la saison 1997-1998.
Le club, entrainé par Philippe Carbonneau, remonte en Fédérale 2 2010-2011, mais sera relégué à l'isuue de la saison de Fédérale 2 2012-2013.
En 2021, la bagarre générale face au Gan Olympique lors du match d'ouverture de la saison en Fédérale 3 créé le buzz sur les réseaux sociaux.
Lors de la saison de Fédérale 3 2021-2022, l'Avenir s'impose face à Gretz-Tournan-Ozoir rugby centre 77 en 16e de finale. Le club valide son accession en Fédérale 2 2022-2023.

## Identité visuelle

### Couleurs et maillots
Le club évolue à sa fondation avec des maillots des maillots blancs, puis bleu et blanc. En 1969, le club remporte son premier titre avec les couleurs jaune et noir.

### Logo

Évolution du logo
Ancien logo.
Ancien logo.
Logo instauré en 2021.

## Palmarès
- Champion de France Fédérale 3 : 2003
- Champion de France Honneur : 1969
- Challenge de l'Essor : 1996
- Challenge de l'Espoir : 2001
- Champion de France juniors Balandrade : 2012
- Champion de France cadets Teulière : 2014

## Infrastructures

### Stade municipal
Avant la construction du stade municipal, le club évoluait au terrain de « La Hiadière » et au « terrain Pourtau », inauguré en 1926, situé de l'autre coté de l'Ousse, dans le quartier du Moulin,.
Le club dispute ses rencontres au stade municipal de Bizanos. Ce stade a été inauguré en 1931 lors d'un match face à l'équipe réserve du Stade bagnérais.

## Anciens membres
- Carl Hayman[32]
- Conrad Stoltz[33]
- Philippe Carbonneau[34]
- Philippe Bernat-Salles[35]
- Viatcheslav Gratchiov[36]
- Guillaume Bortolaso[37]
- Manuel Sierra
- Pierre Nueno[38]
- Elvis Laborde-Grèche
- Pierre Taillantou
- Laurent Capdevielle
- Robert Toyos[39]
- Jacques Chiberry[40]
- Lucien Martin[41]
- Christian Loustaudine[42]
- Michel Bruel
- Paddy Sullivan[43]
- Laurent Bourda-Couhet (en)[44]

### Catégorie jeunes
- Thomas Souverbie
- Léo Carbonneau[45]
- Jacques Michou (international juniors sous les couleurs du club)[46]
- Noël Guillemot